# Jonas Fröberg
Jonas Fröberg, född 1972, är en svensk journalist och fackboksförfattare.
Fröberg var anställd på Dagens Nyheter fram till 2006 och gick därefter till Svenska Dagbladet där han bland annat var motorjournalist. År 2019 anställdes han av Dagens Nyheters ekonomiredaktion. När DN år 2021 satsade på redaktioner i Luleå och Umeå blev Fröberg chef för denna Norrlandssatsning.
Fröberg vann Guldspaden för 2011 i kategorin "Större dagstidning" tillsammans med Jan Almgren och Ola Wong för en granskning av Invest Sweden. Som motorjournalist har han även utsetts till Årets Transportjournalist för år 2007 och tilldelats KAK:s journalistpris 2009. Han var även nominerad till Årets stilist för 2018.